# Ga Ngã Ba
Ga Ngã Ba là một nhà ga xe lửa tại xã Cam Phước Đông, thành phố Cam Ranh, tỉnh Khánh Hòa. Nhà ga là một điểm trên tuyến đường sắt Bắc Nam tiếp nối sau ga Suối Cát và trước ga Cam Thịnh Đông. 
Ga Ngã Ba cách ga Nha Trang gần 49 km về phía bắc và cách ga Tháp Chàm gần 44 km về phía nam. Lý trình ga: Km 1363 + 780.
Ga Ngã Ba từng có tuyến đường sắt đi Cảng Ba Ngòi . Theo Công ty Cổ phần đường sắt Phú Khánh, tuyến nhánh đường sắt Ngã Ba – Ba Ngòi được xây dựng từ những năm 1924 để phục vụ chuyên chở hàng hoá giữa đường sắt và đường thủy. Toàn bộ tuyến nhánh này nằm trên địa phận TP Cam Ranh .Tuyến nhánh đường sắt Ngã Ba – Ba Ngòi dài hàng chục kilomet bị bỏ hoang nhiều năm nay và hiện bị người dân lấn chiếm xây dựng nhà ở, nơi sản xuất, kinh doanh.